# Relations entre les États-Unis et la Tunisie
Les relations entre les États-Unis et la Tunisie ont été nouées à la fin du XVIIIe siècle, alors que les États-Unis consolident leur indépendance et que la Tunisie termine, au bout de deux siècles de progressifs éloignements, de s'émanciper de l'influence ottomane.
Si les deux gouvernements ne sont pas liés par des traités de sécurité, leurs relations demeurent intenses depuis l'indépendance de la Tunisie proclamée le 20 mars 1956.

## Histoire

### Jeunes nations
Très tôt, les États-Unis se montrent intéressés par l'établissement de relations avec la régence ottomane de Tunis, l'actuelle Tunisie. En 1778, John Adams note qu'« il y a d'autres nations avec lesquelles il est plus urgent de conclure des traités [...] Par là, j'entends le Maroc et les régences d'Alger, Tunis et Tripoli ».
Les relations consulaires débutent avec la reconnaissance des États-Unis par Tunis, via l'acceptation de la nomination d'un représentant consulaire américain. Joseph Donaldson Jr., nommé consul le 28 mars 1795, reste en poste à Alger où il dispose de l'autorité consulaire sur toutes les régences barbaresques ; il délègue un marchand français installé à Tunis, Joseph-Étienne Famin (1762-1806), comme représentant officiel. Famin conclut une trêve entre les deux gouvernements le 15 juin 1796. Il est ensuite chargé de négocier un traité formel de paix et d'amitié avec le bey de Tunis ; celui-ci est signé le 28 août 1797 puis, après quelques modifications portées aux articles 11, 12 et 14, le 26 mars 1799.
Famin est remplacé par William Eaton qui présente ses lettres de créance à Hammouda Pacha le 15 mars 1798. Dans la foulée, les États-Unis ouvrent un consulat, leur première représentation officielle, le 20 janvier 1800 ; il est alors situé sur la place de la Bourse, aux portes de la médina. Bien qu'un envoyé tunisien visite les États-Unis en 1805-1806, aucune relation diplomatique permanente n'est cependant établie.

### Relations avec un protectorat français
Les États-Unis maintiennent une présence consulaire sous le protectorat qui est toutefois interrompue à plusieurs reprises : la première a lieu de 1882 à 1890, bien qu'aucun agent consulaire ne soit enregistré avant 1894 ; la seconde a lieu du 30 juin au 8 octobre 1904 après la confirmation du vice-consul Auguste Proux ; la troisième a lieu après le départ de Proux le 19 avril 1912. Rouvert en 1915, le personnel du consulat n'arrive cependant qu'à l'été 1916 en raison de la Première Guerre mondiale ; il est encore fermé entre la fin 1942 et le printemps 1943 durant l'occupation du territoire par l'Axe.
Le consulat est élevé au statut de consulat général le 22 mai 1946.

### Deux États indépendants
Si l'indépendance de la Tunisie est reconnue dès le 22 mars 1956, lorsque le consul général Morris N. Hughes envoie un message de félicitations officiel à Lamine Bey et au gouvernement, c'est le 17 mai 1956 que les États-Unis reconnaissent officiellement le nouvel État ; les relations diplomatiques sont établies le 6 juin 1956, lorsque Hughes devenu chargé d'affaires présente ses lettres de créance. Le consulat devenu ambassade est alors déplacé sur l'avenue de la Liberté.
Dès l'indépendance, la Tunisie cherche à se tourner vers les États-Unis afin de faire contre-poids aux pressions exercées par la France. En effet, selon Bourguiba, les États-Unis sont en mesure de faire pression sur la France, de comprendre les besoins de l'Afrique du Nord et possèdent les moyens économiques pour combler, au moins partiellement, la perte en capitaux résultant de la coupure de l'aide économique française en 1957.

#### Présidence Kennedy

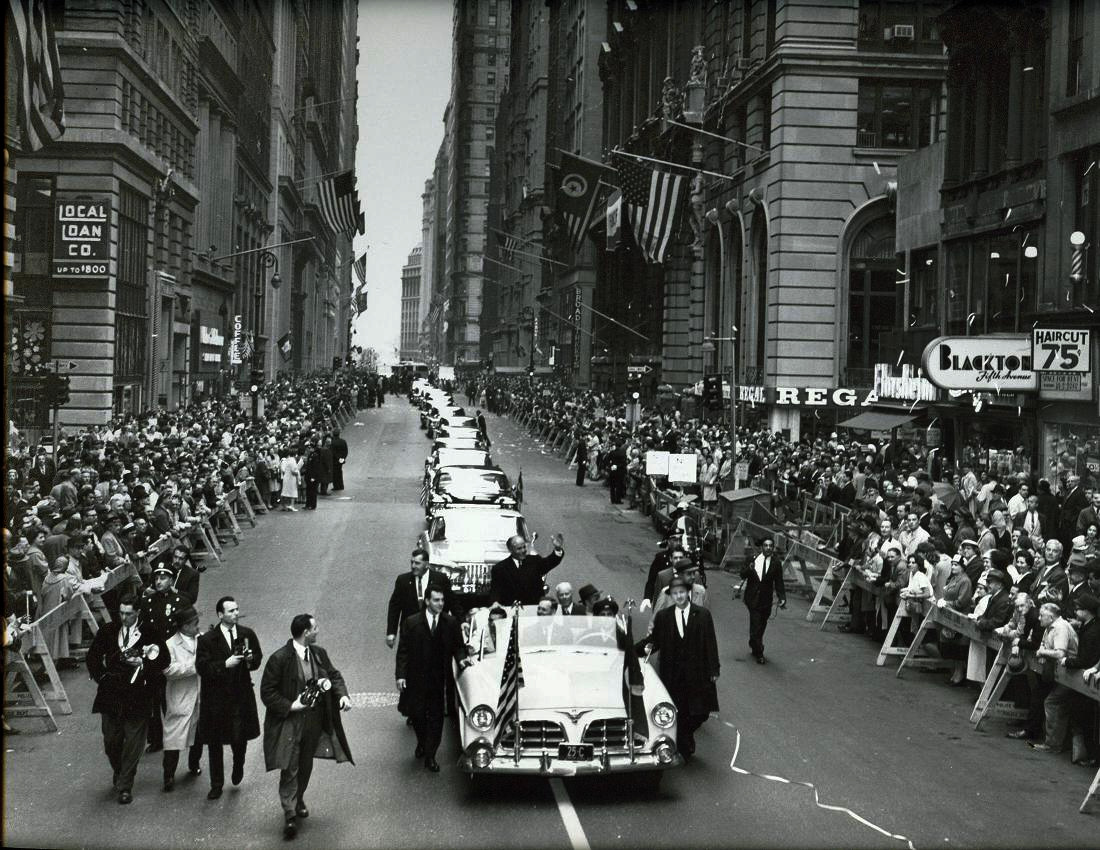
Réception du président Bourguiba dans les rues de New York en 1961.

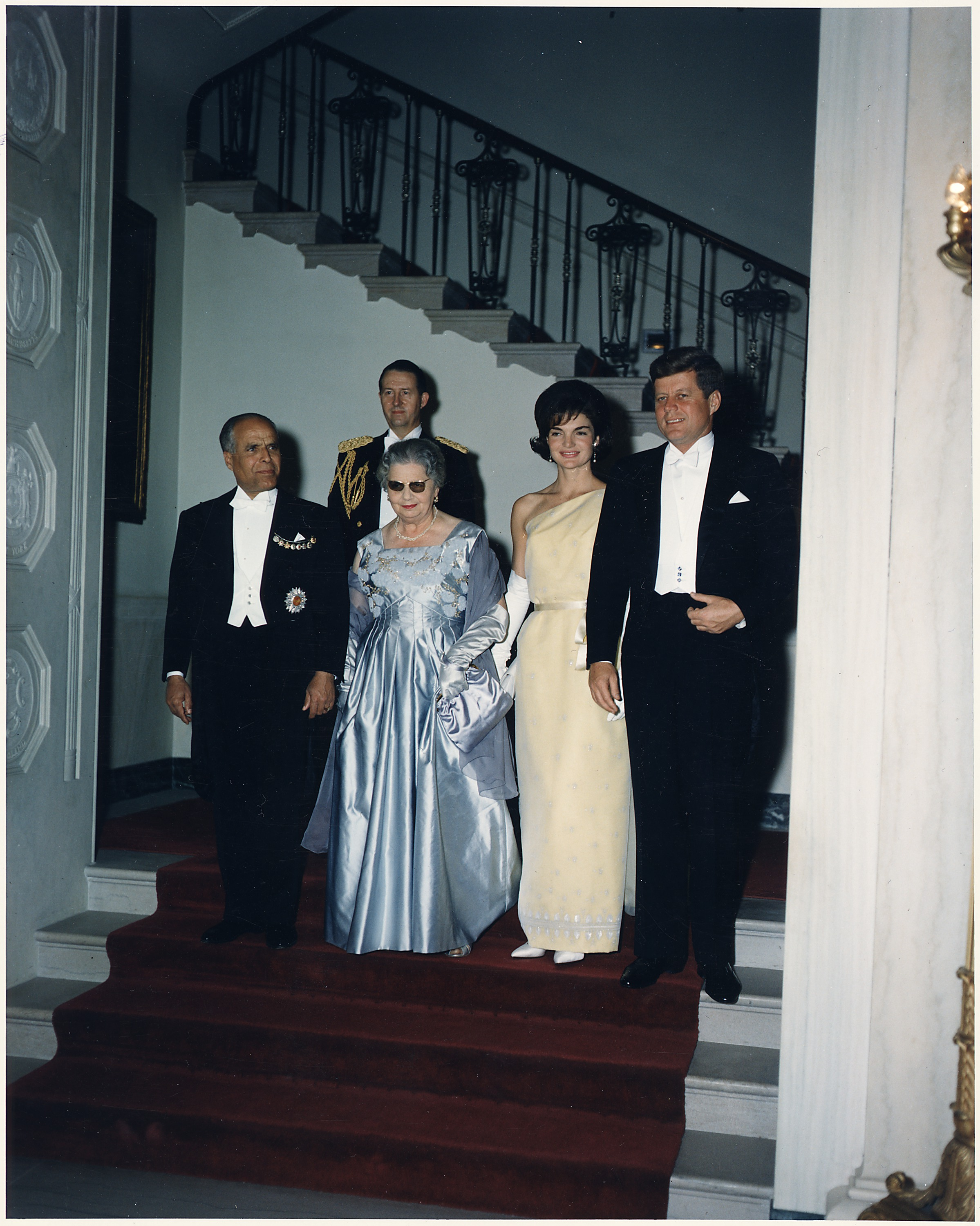
Couples Bourguiba et Kennedy à la Maison-Blanche.

Du 3 au 5 mai 1961, le président Habib Bourguiba effectue sa première visite aux États-Unis. Lors de ses entretiens avec le président John Fitzgerald Kennedy, la guerre d'Algérie et le développement économique de son pays sont les principaux thèmes abordés.
La crise de Bizerte, engendrée par le refus de la France d'évacuer la base militaire de Bizerte sous la pression du gouvernement tunisien, survient à l'été 1961. À cette occasion, l'administration américaine exprime sa préoccupation vis-à-vis de l'escalade militaire survenant entre les deux pays ; elle informe à cette occasion le gouvernement tunisien que cette crise survient à un moment délicat pour le règlement de la guerre d'Algérie et s'inscrit dans un contexte international sensible, particulièrement avec la construction du mur de Berlin. À la suite de la plainte déposée par la Tunisie devant le Conseil de sécurité des Nations unies, le secrétaire d'État Dean Rusk appelle l'ambassadeur Habib Bourguiba Jr., le 20 juillet, pour inviter les deux pays à ouvrir des négociations en vue d'un règlement du conflit, tout en exprimant un doute sur l'efficacité de l'initiative onusienne. Le 22, le Conseil de sécurité finit par adopter la résolution 164 appelant à un cessez-le-feu et à un retour au statu quo, sans mentionner la nécessité de l'évacuation de Bizerte par les Français.
Le 23, le représentant américain au Conseil de sécurité, l'ambassadeur Charles W. Yost, signale le mécontentement tunisien et invite son gouvernement à exercer son influence auprès de la France pour que la question soit rapidement réglée ; la crainte de Washington est en effet de voir le camp occidental se diviser dans le contexte de la guerre froide. Cette position est réaffirmée lors de la visite du ministre tunisien de la Défense nationale, Bahi Ladgham, début août.
Percevant la position fragile du président Charles de Gaulle après le putsch d'Alger et cherchant à modérer l'appui américain à Tunis, le président Kennedy tente de s'opposer à l'adoption d'une nouvelle résolution plus radicale, ce qui est toutefois fait le 25 août avec l'abstention de l'ambassadeur américain Adlai Stevenson. Lors d'un entretien avec le ministre tunisien des Affaires étrangères Sadok Mokaddem, Rusk insiste sur le fait que son gouvernement considère Bizerte comme tunisienne et que son intérêt est que la base ne tombe pas dans des mains hostiles.
Dans un rapport remis au président Kennedy le 19 avril 1963, les objectifs de la diplomatie américaine vis-à-vis de la Tunisie sont définis de la manière suivante : préservation d'une Tunisie indépendante, modérée, pro-occidentale et plus démocratique, développement de relations amicales entre la Tunisie et ses voisins nord-africains, restauration de la relation privilégiée entre la France et la Tunisie, création de relations économiques fortes entre les États du Maghreb et entre ces derniers et l'Europe occidentale, développement économique et social suffisant de la région.

#### Présidence Johnson
Lors d'une visite à Washington, Habib Bourguiba Jr. devenu ministre des Affaires étrangères s'entretient le 29 avril 1965 à la Maison-Blanche avec le président Lyndon B. Johnson ; il réaffirme à cette occasion la proximité des politiques étrangères de leurs deux pays, notamment sur la question du Proche-Orient, tout en soulignant la nécessité pour le gouvernement américain de continuer à soutenir le développement économique de son pays et l'équipement de son armée. Johnson confirme que son administration souhaite poursuivre le soutien aux efforts de la Tunisie, qu'il considère comme une alliée dans la région, dans la mesure des moyens disponibles. Lors d'un nouvel entretien le 18 septembre avec le secrétaire d'État Rusk, Bourguiba Jr. exprime les craintes de son gouvernement en matière de sécurité, notamment vis-à-vis de l'Égypte nassérienne et de l'Algérie soutenue par Moscou, et presse Rusk de s'engager dans un soutien militaire se montant à quelque 100 millions de dollars.
Si l'administration américaine accepte un appui supplémentaire en matière de formation des troupes et de fourniture d'équipements, elle décline cependant toute idée d'alliance militaire stratégique. Si la Tunisie constitue un allié de poids en Afrique du Nord, l'objectif américain est de laisser progressivement le pays travailler avec ses « partenaires naturels » européens et éviter une course aux armements dans la région. De plus, le Congrès des États-Unis et l'opinion publique américaine sont hostiles à de nouveaux engagements à long terme, dans le contexte de la guerre du Viêt Nam. Un programme additionnel de 25 millions est donc décidé en décembre 1966, à la suite de la visite d'une mission d'évaluation américaine en Tunisie en novembre 1965 ; il vise à permettre aux Tunisiens de résister à toute attaque en attente de renforts extérieurs. Il est finalement décidé de le verser à raison de cinq millions par an sur cinq ans mais les difficultés rencontrées au Congrès réduisent encore les sommes allouées, tout comme pour l'aide économique. Prévue le 6 juin 1967 mais repoussée par la guerre des Six Jours et les problèmes de santé de Bourguiba, la seconde visite de ce dernier à Washington a finalement lieu les 15 et 16 mai 1968 : Johnson réitère à cette occasion le soutien américain à la Tunisie malgré le contexte difficile, alors que Bourguiba souligne l'amitié et les bonnes relations entre les deux pays.

#### Présidences Reagan et Bush
Les relations américano-tunisiennes se tendent temporairement après le raid israélien mené sur le siège de l'Organisation de libération de la Palestine à Tunis en 1985, après l'assassinat du Palestinien Khalil al-Wazir à Tunis en 1988 et au cours de la guerre du Golfe en 1990. Dans chaque cas, les relations se rétablissent toutefois rapidement, reflétant les solides liens bilatéraux.

#### Présidences Bush et Obama

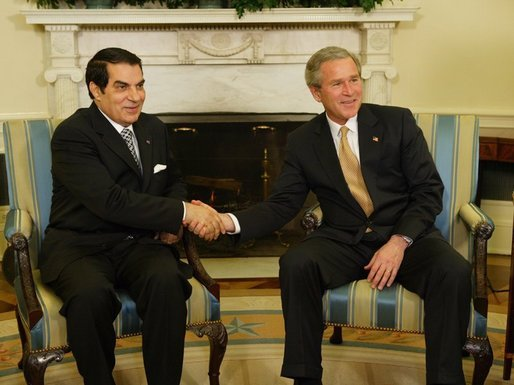
Rencontre entre Zine el-Abidine Ben Ali et George W. Bush, le 18 février 2004, à la Maison-Blanche.

## Coopération

### Économie
Les États-Unis fournissent dans un premier temps une assistance économique et technique à la Tunisie en vertu d'un accord bilatéral signé à Tunis le 26 mars 1957. Dans une lettre adressée au président Dwight D. Eisenhower, le 22 septembre 1960, le président Habib Bourguiba sollicite un soutien financier afin de mettre en place un vaste programme de développement visant à diminuer le taux de chômage. Dès lors, l'Agence des États-Unis pour le développement international appuie le gouvernement tunisien à hauteur de 1,4 milliard de dollars investi dans les infrastructures en matière hydraulique et de transport, dont l'aéroport international de Tunis-Carthage, jusqu'à son départ en 1994. La Tunisie devient en 1961 le premier pays arabe à faire appel aux volontaires des Corps de la paix.

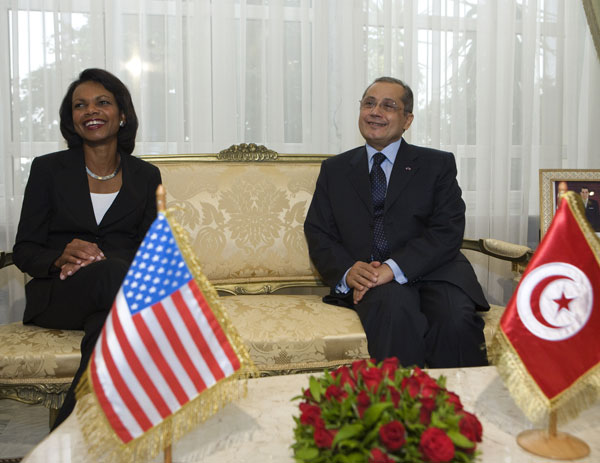
Condoleezza Rice, secrétaire d'État américaine, et Abdelwahab Abdallah, ministre tunisien des Affaires étrangères.

La Tunisie soutient le U.S.-North African Economic Partnership (USNAEP) conçu pour encourager les investissements américains au Maghreb et l'intégration économique de la région ; le programme fournit plus de quatre millions de dollars d'aide à la Tunisie entre 2001 et 2003. La Middle East Partnership Initiative (en) (MEPI), lancé en 2002, intègre les projets de réforme économique de l'ancien USNAEP, tout en y ajoutant des projets bilatéraux et régionaux en matière de réforme de l'éducation, de développement de la société civile et d'émancipation féminine. En 2004, le bureau régional du MEPI, composé de diplomates américains et de spécialistes régionaux, s'installe au sein de l'ambassade américaine à Tunis ; il est chargé de coordonner les activités de MEPI en Algérie, en France, au Liban, au Maroc et en Tunisie, en étroite coordination avec les ambassades américaines situées dans ces pays. De l'aide américaine est également fournie à partir de l'indépendance de la Tunisie par des fondations, des groupes religieux, des universités et des organisations philanthropiques.
Le gouvernement américain appuie les efforts de la Tunisie en vue d'attirer les investissements étrangers. C'est pourquoi, les deux pays concluent un traité bilatéral d'investissement en 1990 et un accord en matière de double imposition le 17 juin 1985. Le 1er octobre 2002, ils signent un accord cadre sur le commerce et l'investissement (en) (TIFA) puis, en octobre 2003, organisent le premier conseil du TIFA réuni à Washington DC. Dans ce contexte, les entreprises américaines cherchant à investir en Tunisie et à y exporter peuvent bénéficier de l'assurance et du financement grâce aux agences du gouvernement américain, y compris la Overseas Private Investment Corporation (en) et l'Eximbank.
Les meilleures perspectives se trouvent dans les secteurs de la haute technologie, de l'énergie, de l'agroindustrie, de la transformation des aliments, des soins et équipements médicaux, de l'environnement et du tourisme.

### Défense

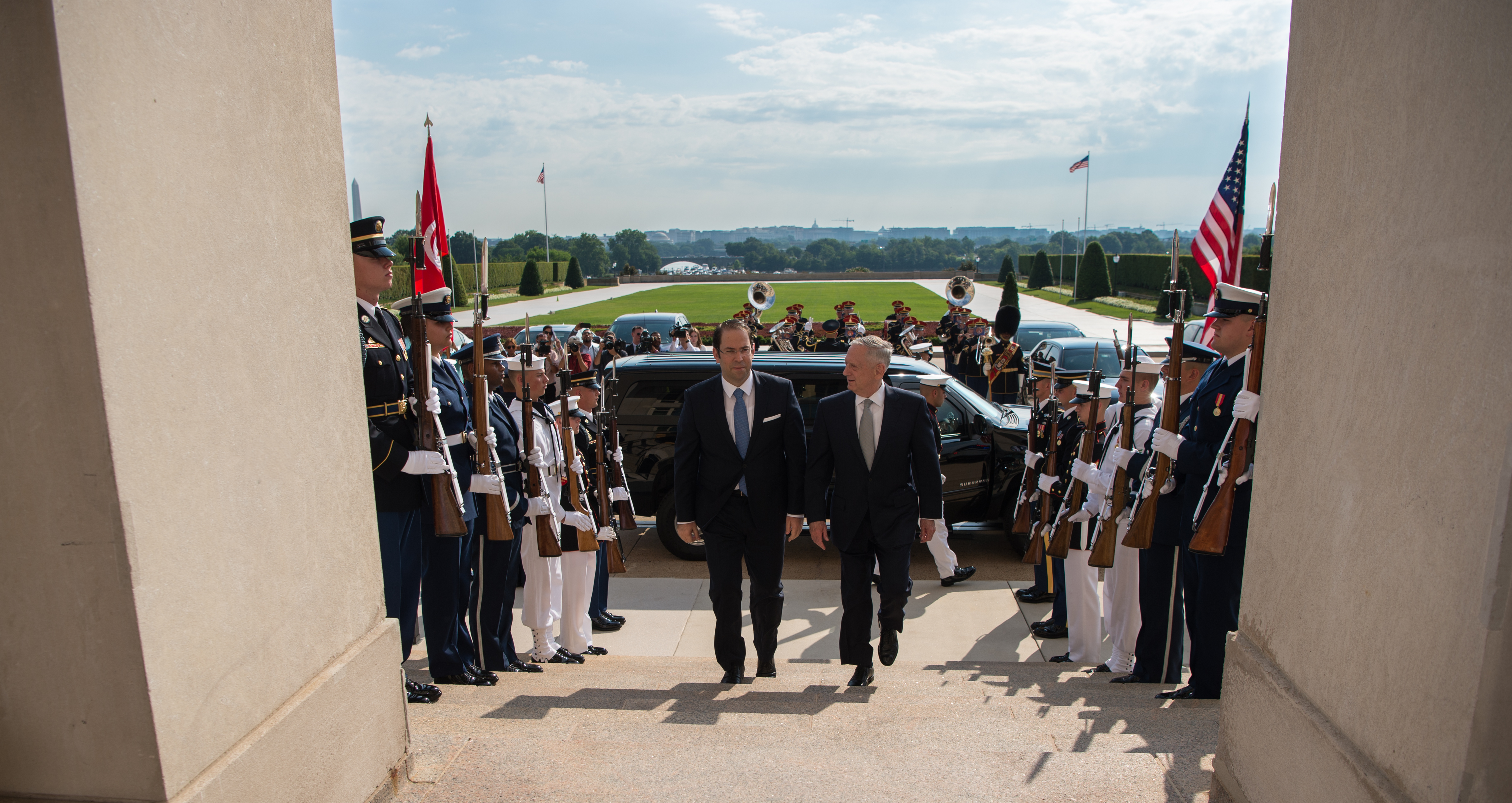
Youssef Chahed avec le secrétaire à la défense américaine James Mattis en 2017 au Pentagone.

Dès le début des années 1960, les États-Unis fournissent un appui à l'armée tunisienne, notamment par le biais de livraisons d'armes. Ceci suscite d'ailleurs l'inquiétude du gouvernement français qui craint la possible réutilisation de celles-ci par le FLN algérien.
Les États-Unis et la Tunisie procèdent régulièrement à des exercices militaires conjoints. Par ailleurs, la commission militaire mixte américano-tunisienne se réunit annuellement pour discuter notamment de la coopération militaire et du programme de modernisation de la défense tunisienne. L'aide américaine en matière de sécurité a joué historiquement un rôle important dans la consolidation des relations bilatérales.
Le 10 juillet 2015, Barack Obama désigne officiellement la Tunisie comme allié majeur non-membre de l'OTAN, ce qui permet aux forces armées tunisiennes de mettre en place une coopération très étroite avec l'armée américaine et de bénéficier d'avantages sur le plan matériel et financier.

### Culture et technologie
Celles-ci se traduisent par divers accords, notamment l'accord de coopération culturelle du 28 septembre 1979 et l'accord de coopération scientifique et technologique du 22 juin 2004.

## Personnels
Les États-Unis maintiennent une ambassade à Tunis depuis octobre 1956 ; elle est située dans le quartier des Berges du Lac, au nord de Tunis, depuis novembre 2002. L'ambassadeur Joey R. Hood (en) a été investi dans ses fonctions le 30 janvier 2023 et a pris son poste le 2 février de la même année.
La Tunisie maintient également une ambassade à Washington DC depuis septembre 1956.

### Ambassadeurs des États-Unis
| Nom                                         | Titre                                          | Nomination        | Présentation des lettres de créance |
| ------------------------------------------- | ---------------------------------------------- | ----------------- | ----------------------------------- |
| Morris N. Hughes                            | Chargé d'affaires                              | 5 juin 1956       | -                                   |
| G. Lewis Jones (en)                         | Ambassadeur extraordinaire et plénipotentiaire | 27 juillet 1956   | 4 octobre 1956                      |
| Walter N. Walmsley                          | Ambassadeur extraordinaire et plénipotentiaire | 28 juillet 1959   | 4 octobre 1959                      |
| Francis H. Russell (en)                     | Ambassadeur extraordinaire et plénipotentiaire | 10 septembre 1962 | 16 octobre 1962                     |
| John A. Calhoun (en)                        | Ambassadeur extraordinaire et plénipotentiaire | 8 juillet 1969    | 24 juillet 1969                     |
| Talcott Williams Seelye (en)                | Ambassadeur extraordinaire et plénipotentiaire | 11 septembre 1972 | 20 octobre 1972                     |
| Edward W. Mulcahy (en)                      | Ambassadeur extraordinaire et plénipotentiaire | 4 mars 1976       | 31 mai 1976                         |
| Stephen Bosworth                            | Ambassadeur extraordinaire et plénipotentiaire | 9 février 1979    | 27 mars 1979                        |
| Walter L. Cutler (en)                       | Ambassadeur extraordinaire et plénipotentiaire | 11 décembre 1981  | 2 mars 1982                         |
| Peter Sebastian                             | Ambassadeur extraordinaire et plénipotentiaire | 11 juin 1984      | 3 juillet 1984                      |
| Robert Pelletreau (en)                      | Ambassadeur extraordinaire et plénipotentiaire | 15 juin 1987      | 1er juillet 1987                    |
| John Thomas McCarthy (en)                   | Ambassadeur extraordinaire et plénipotentiaire | 2 juillet 1991    | 2 août 1991                         |
| Mary Ann Casey (en)                         | Ambassadeur extraordinaire et plénipotentiaire | 5 juillet 1994    | 23 septembre 1994                   |
| Robin Raphel (en)                           | Ambassadeur extraordinaire et plénipotentiaire | 7 novembre 1997   | 18 décembre 1997                    |
| Rust Macpherson Deming (en)                 | Ambassadeur extraordinaire et plénipotentiaire | 28 décembre 2000  | 30 novembre 2001                    |
| William J. Hudson                           | Ambassadeur extraordinaire et plénipotentiaire | 12 décembre 2003  | 12 janvier 2004                     |
| Robert F. Godec (en)                        | Ambassadeur extraordinaire et plénipotentiaire | 30 mai 2006       | 17 janvier 2007                     |
| Gordon Gray (en)                            | Ambassadeur extraordinaire et plénipotentiaire | 20 août 2009      | 19 novembre 2009                    |
| Jacob Walles (en)                           | Ambassadeur extraordinaire et plénipotentiaire | 21 juin 2012      | 20 juillet 2012                     |
| Daniel Rubinstein (en)                      | Ambassadeur extraordinaire et plénipotentiaire | 10 août 2015      | 22 octobre 2015                     |
| Donald Blome (en)                           | Ambassadeur extraordinaire et plénipotentiaire | 9 janvier 2019    | 21 février 2019                     |
| Joey R. Hood (en)                           | Ambassadeur extraordinaire et plénipotentiaire | 30 janvier 2023   | 2 février 2023                      |
| Sources : Département d'État des États-Unis |                                                |                   |                                     |

### Ambassadeurs de Tunisie

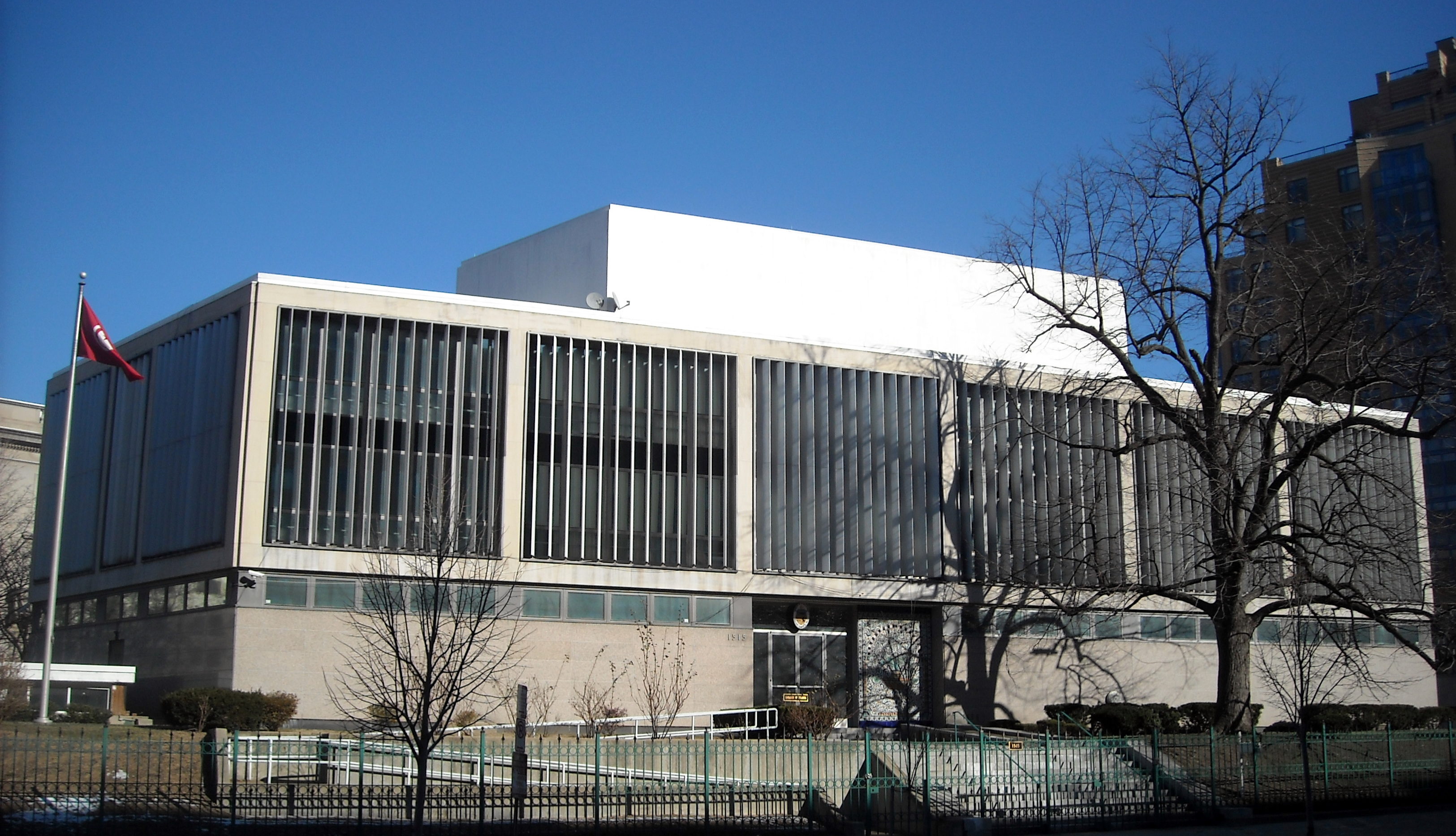
Ambassade de Tunisie à Washington, D.C.

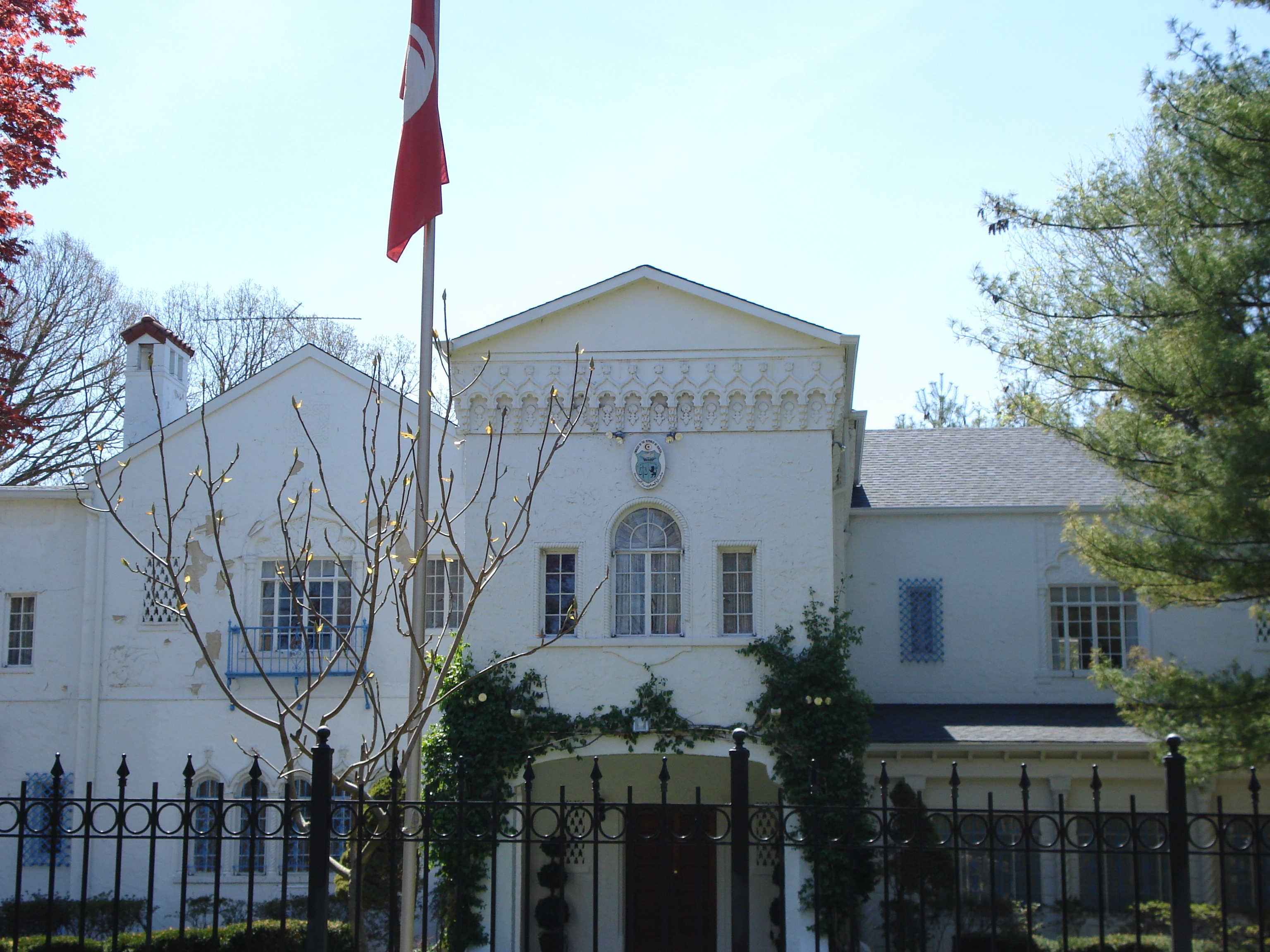
Résidence de l'ambassadeur de Tunisie à Washington, D.C.

| Nom                                         | Fonction                                        | Nomination        | Présentation des lettres de créance |
| ------------------------------------------- | ----------------------------------------------- | ----------------- | ----------------------------------- |
| Habib Bourguiba Jr.                         | Chargé d'affaires                               | 6 août 1956       | -                                   |
| Mongi Slim                                  | Ambassadeur extraordinaire et plénipotentiaire  | 30 août 1956      | 6 septembre 1956                    |
| Habib Bourguiba Jr.                         | Ambassadeur extraordinaire et plénipotentiaire  | 3 mars 1961       | 10 mars 1961                        |
| Rachid Driss                                | Ambassadeur extraordinaire et plénipotentiaire  | 10 mars 1964      | 8 avril 1964                        |
| Slaheddine El Goulli                        | Ambassadeur extraordinaire et plénipotentiaire  | 11 décembre 1969  | 18 décembre 1969                    |
| Ali Hedda                                   | Ambassadeur extraordinaire et plénipotentiaire  | 11 janvier 1974   | 1er février 1974                    |
| Habib Ben Yahia                             | Ambassadeur extraordinaire et plénipotentiaire  | 23 novembre 1981  | 8 décembre 1981                     |
| Abdelaziz Hamzaoui                          | Ambassadeur extraordinaire et plénipotentiaire  | 13 octobre 1988   | 9 novembre 1988                     |
| Ismaïl Khelil                               | Ambassadeur extraordinaire et plénipotentiaire  | 6 mars 1991       | 11 avril 1991                       |
| Azouz Ennifar (en)                          | Ambassadeur extraordinaire et plénipotentiaire  | 21 octobre 1994   | 21 novembre 1994                    |
| Noureddine Mejdoub                          | Ambassadeur extraordinaire et plénipotentiaire  | 23 octobre 1997   | 12 novembre 1997                    |
| Hatem Atallah                               | Ambassadeur extraordinaire et plénipotentiaire  | 6 octobre 2000    | 19 octobre 2000                     |
| Mohamed Nejib Hachana                       | Ambassadeur extraordinaire et plénipotentiaire  | 4 mars 2005       | 8 mars 2005                         |
| Habib Mansour                               | Ambassadeur extraordinaire et plénipotentiaire  | 4 avril 2009      | 20 mai 2009                         |
| Mohamed Salah Tekaya                        | Ambassadeur extraordinaire et plénipotentiaire  | 1er octobre 2010  | 7 décembre 2010                     |
| Mokhtar Chaouachi                           | Ambassadeur extraordinaire et plénipotentiaire  | 9 avril 2013      | 15 avril 2013                       |
| M'hamed Ezzine Chelaifa                     | Ambassadeur extraordinaire et plénipotentiaire  | 13 décembre 2013  | 10 mars 2014                        |
| Fayçal Gouiaa                               | Ambassadeur extraordinaire et plénipotentiaire  | 8 mai 2015        | 18 mai 2015                         |
| Nejmeddine Lakhal                           | Ambassadeur extraordinaire et plénipotentiaire  | 12 septembre 2020 | ?                                   |
| Hanen Tajouri Bessassi                      | Ambassadrice extraordinaire et plénipotentiaire | 4 octobre 2021    | 1er décembre 2021                   |
| Sources : Département d'État des États-Unis |                                                 |                   |                                     |